# Christian Leysen
Christian Leysen (Wilrijk, 4 augustus 1954) is een Belgische ondernemer en politicus voor Open Vld.

## Levensloop

### Familie en studies
Christian Leysen is een zoon van ondernemer André Leysen en een broer van ondernemer Thomas Leysen. Hij behaalde in 1976 de diploma's van licentiaat in de rechten en handelsingenieur aan de Vrije Universiteit Brussel.

### Carrière
Hij startte zijn loopbaan in 1976 bij Arthur Andersen, een internationaal audit- en consultingbedrijf. In 1981 vervoegde hij detailhandelgroep GIB Group, waar hij verantwoordelijk was voor logistiek en organisatie binnen de commerciële directie hypermarkten.
In 1984 richtte Leysen softwarebedrijf Xylos op. In 1989 nam hij het beheer over van de Antwerpse rederij Ahlers en breidde deze uit tot een bedrijf dat logistieke en maritieme diensten aanbiedt. In 1994 bracht hij Ahlers terug in private handen door een buy-out-operatie van Stinnes AG (Mülheim) en werd voorzitter van de raad van bestuur.
Hij is voorzitter van de AXE-groep (omvattende Ahlers, Xylos en AXE Investments), met hoofdzetel in Antwerpen en kantoren over de ganse wereld.
Leysen was van 2004 tot 2016 voorzitter van de Antwerp Management School (voorheen UAMS) en is thans voorzitter van haar internationale adviesraad. Hij is een stichtend lid en eerste voorzitter van Antwerp Digital Mainport (ADM), een cluster van een honderdtal Antwerpse IT-gerelateerde bedrijven.
Hij is eveneens lid van de raad van bestuur van Agidens (voorheen Egemin) en bekleedde voorheen bestuursfuncties bij onder meer KBC Groep, bpost, Agfa-Gevaert en Telindus. Hij was ook bestuurder van het Prins Albertfonds.

### Politiek
In 2000 werd Leysen als lid van de VLD verkozen in de Antwerpse gemeenteraad. In 2003 gaf hij dit mandaat op om meer onafhankelijk zijn standpunten te kunnen verdedigen. Zijn interesse ging uit naar stadsontwikkeling en in verband hiermee schreef hij enkele boeken. Hij trad ook actief op in het debat rond de Lange Wapper en de Oosterweelverbinding waarin de aanleg van een brug of tunnel op een ander tracé als vierde Schelde-oeververbinding centraal stond. Hij was van in deze periode tevens voorzitter van waterbedrijf Antwerpse Waterwerken.
In september 2015 werd hij door Open Vld aangesteld als lid van de raad van bestuur van de Vlaamse Radio- en Televisieomroeporganisatie (VRT).
Bij de federale verkiezingen van 26 mei 2019 stond Leysen namens Open Vld op de Antwerpse lijst voor de Kamer van volksvertegenwoordigers en werd verkozen. Hij verliet daarop de raad van bestuur van de VRT. In de Kamer was Leysen van september 2021 tot juni 2024 voorzitter van de commissie Energie, Leefmilieu en Klimaat. Hij was niet meer kandidaat bij de verkiezingen van juni 2024.